# Giovanni Raffaele Badaracco
Giovanni Raffaele Badaracco (Genova, 1648 – Genova, 1726) è stato un pittore italiano del periodo Barocco, attivo soprattutto a Genova.
Nato a Genova, fu figlio e allievo di Giuseppe Badaracco.
Dopo essersi formato nella bottega del padre, andò a Roma, dove frequentò la scuola di Carlo Maratta. Operò anche a Napoli e Venezia, quindi ritornò a Genova.
Tra le sue opere più importanti si possono citare:
- i dipinti “Flagellazione di Cristo” e “Istituzione dell'eucaristia” nell'oratorio dell'Assunta, adiacente al Santuario di Coronata, nel quartiere di Cornigliano, che sono considerati il suo capolavoro,
- i dipinti raffiguranti i “Santi carmelitani” e “La Vergine e San Giovanni”, nella Chiesa di Nostra Signora del Carmine a Genova,
- i due grandi quadri che raffigurano “San Bruno“ nella Chiesa di San Bartolomeo della Certosa, a Genova-Rivarolo.
- dipinto "San Pietro e Sant'Andrea" nella chiesa di San Giovanni Battista di Bastia